# Basilika Mutter vom Guten Rat
Die Basilika Mutter vom Guten Rat (italienisch Santuario della Madre del Buon Consiglio) liegt in Genazzano, Teil der Metropolitanstadt Rom im Latium, Italien. Die Wallfahrtskirche des Bistums Palestrina führt das Patrozinium der Mutter vom guten Rat und trägt den Titel einer Basilica minor. Das namensgebende Gnadenbild der Madonna mit Kind soll sich bei der osmanischen Belagerung der albanischen Stadt Shkodra aus einem Fresko gelöst haben und anschließend hierher gelangt sein. Seit 1467 sind von den Augustiner-Eremiten geförderte Wallfahrten belegt. Der selige Stefano Bellesini war von 1826 bis 1840 Pfarrer des Heiligtums.

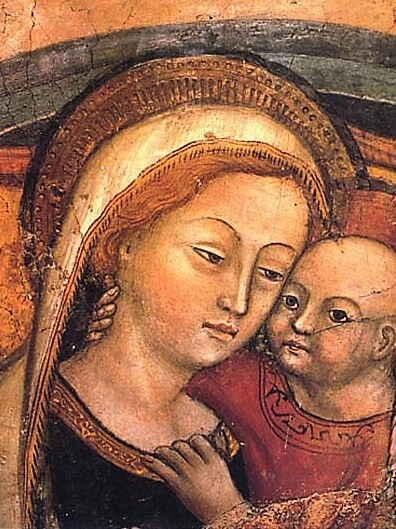
Gnadenbild der Madre del Buon Consiglio

## Geschichte
Die ursprüngliche Kirche stammt von 1356. Deren Renovierung soll nach einer Legende 1467 mit Hilfe des Vermögens der Augustiner-Tertiarin Petruccia di Ienco begonnen worden sein, die 1735 selig gesprochenen wurde. Nach Ankunft des Gnadenbildes aus Shkodra setzte die Wallfahrt ein, aus deren Spenden die Kirche sowie ein Kloster fertiggestellt werden konnten. Von dieser Kirche ist nur noch das Portal aus weißem Marmor erhalten. Die heutige Wallfahrtskirche wurde, ohne die Kapelle der Madonna zu berühren, von 1621 bis 1629 gebaut. Bei dieser Gelegenheit wurde der Eingang von Osten nach Süden verlegt. Die Fassade wurde 1840 durch den Architekten Cometti errichtet und erhielt 1956 vier Mosaike. Am 17. März 1903 erhob Papst Leo XIII. in den Rang einer Basilica minor. Am 20. März 2003 wurde der Wallfahrt nach Genazzano ein Ablassprivileg gewährt.
Kurz nach seiner Wahl besuchte Papst Leo XIV. am 10. Mai 2025 die Basilika, um dort zu beten.

## Beschreibung

### Fassade

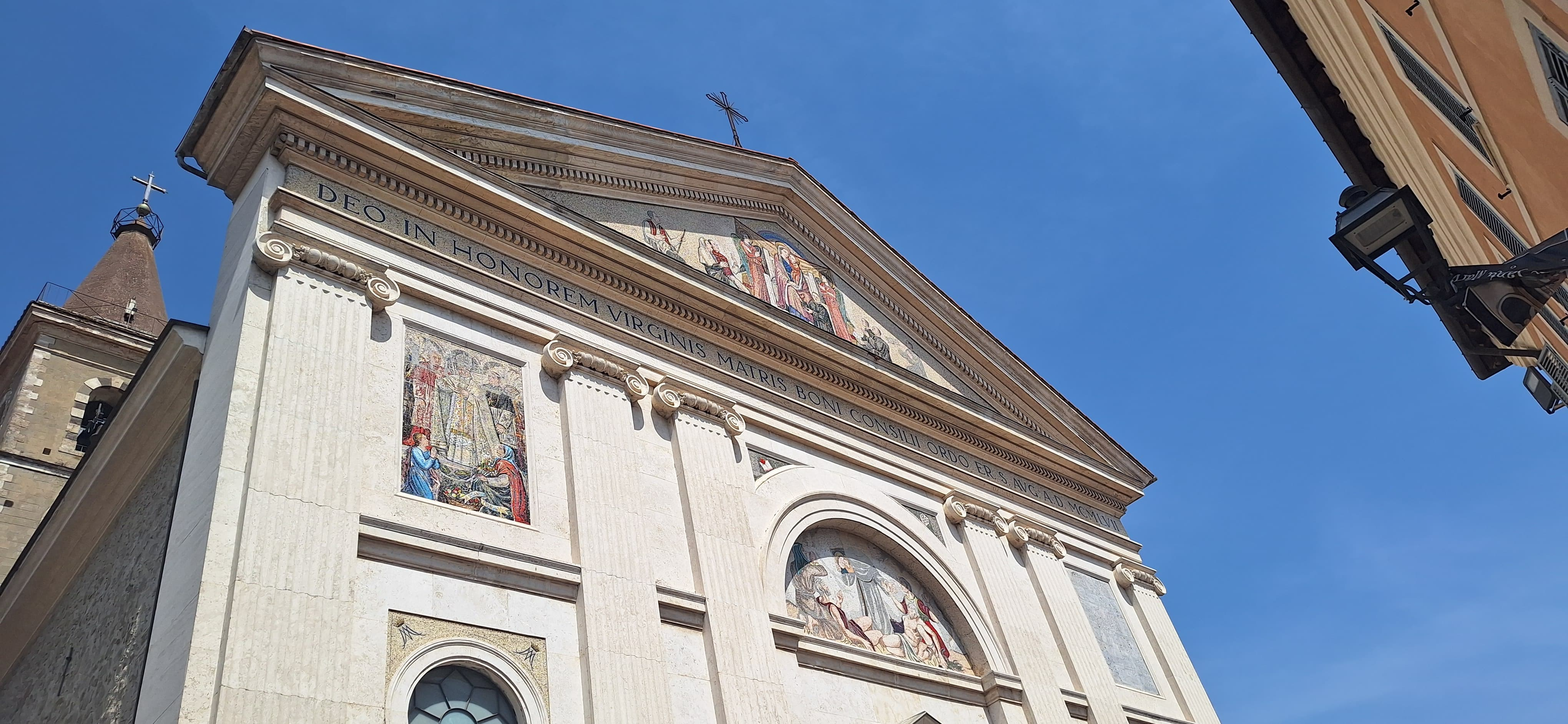
Tympanon

Die Fassade ist mit sechs kannelierten ionischen Pilastern und vier Mosaiken verziert: im mittleren Tympanon wird die Madonna des Guten Rates mit zwei Engeln vor ihr dargestellt, die anderen beiden sind Hommagen an Pius IX. und Leo XIII., Pontifexe, die dem Heiligtum sehr zugetan waren. Die Mosaike wurden 1956 von F. D’Urso angefertigt, darunter das in der zentralen Lünette von S. Canevari, das den seligen Stefano Bellesini inmitten der Kranken zeigt. Der Zugang zum Heiligtum erfolgt über eine Treppe mit fünf Stufen und drei Türen, von denen eine, einst eine Holztür, 1966 durch eine Bronzetür mit Relief von G. Niglia ersetzt wurde.

### Innenraum

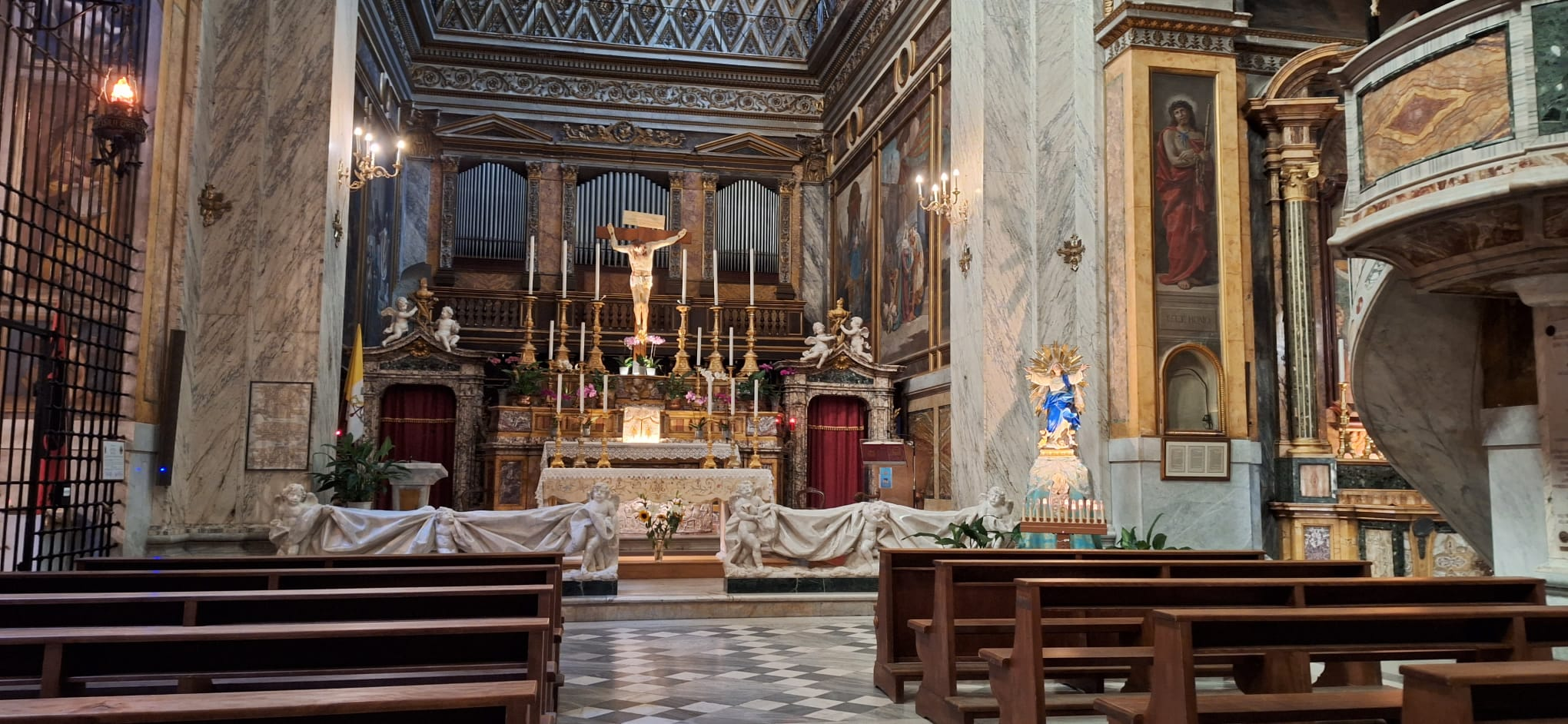
Innenraum

Die Basilika ist in drei Kirchenschiffe gegliedert. Der große Chor besitzt einen monumentalen Hochaltar und ein hölzernes Chorgestühl. Der Altar ist reich an polychromem und kostbarem Marmor, vor dem Altar befindet sich eine bemerkenswerte Balustrade von Bernini aus Carrara-Marmor, der aus der abgerissenen Kirche S. Maria in Posterula in Rom stammt, zunächst in die Kirche San Pio, ebenfalls in Genazzano, transportiert und dann von den irischen Augustinerpatres dem Heiligtum geschenkt wurde.
Das Chorgestühl wurde um das Jahr 1777 von Raffaele Gonella und Sohn erbaut, ist aus massivem, poliertem Nussbaumholz. Die Orgel hinter dem Hochaltar mit zwei Manualen und Pedal verfügt über 29 Register, sie wurde am 25. April 1930 eingeweiht. Die Seitenwände des Chors werden von sechs Fresken bereichert: Mariä Verkündigung, Marias Besuch bei der heiligen Elisabeth, eine Gürtelmadonna, Darstellung des Herrn, Mariä Geburt und von der Auseinandersetzung des heiligen Augustinus mit den Manichäern und den Pelagianern. Das zentrale Kirchenschiff bewahrt eine Kanzel aus polychromem Marmor aus dem 17. Jahrhundert, die Marmortreppe wurde aus einem einzigen Block geschaffen. In den zwölf Lünetten, die die Fenster flankieren, stellte der Künstler Tito Troja von 1881 bis 1882 weibliche Figuren aus dem Alten Testament dar. Oben, an der Innenwand der Fassade, ist die Krönung Mariens dargestellt. Prospero Piatti ist der Autor des Freskos, das die gesamte Rückseite des Kirchenschiffs einnimmt und die Ankunft der Madonna darstellt. Die anderen Fresken sind vom selben Künstler: die Abfahrt der Ikone aus Shkodra und die Krönung des Bildes.
Vom Eingang aus links steht ein Nikolaus von Tolentino gewidmeter Altar, das neuere Altarbild ist als Mosaik ausgeführt. ist, mit dem Altarbild des Titulars in Mosaik neuerer Ausführung. Der Altar des Heiligen Geistes mit einem Altarbild in Öl auf Leinwand stellt das Pfingstfest dar. Das Werk stammt aus der ersten Hälfte des 17. Jahrhunderts und wird der Schule von Carracci zugeschrieben.
Der Altar des Kruzifixes enthält ein Fresko des gekreuzigten Jesus aus dem 15. Jahrhundert. Das Fresko bezieht sich auf ein schockierendes Ereignis, das zwischen 1541 und 1549 stattfand. Ein Soldat, der sein ganzes Geld beim Glücksspiel verloren hatte, betrat die Kirche und schlug mit einem Schwert auf das Bild, das auf wundersame Weise viel Blut vergoss.

### Kapelle Mutter vom guten Rat

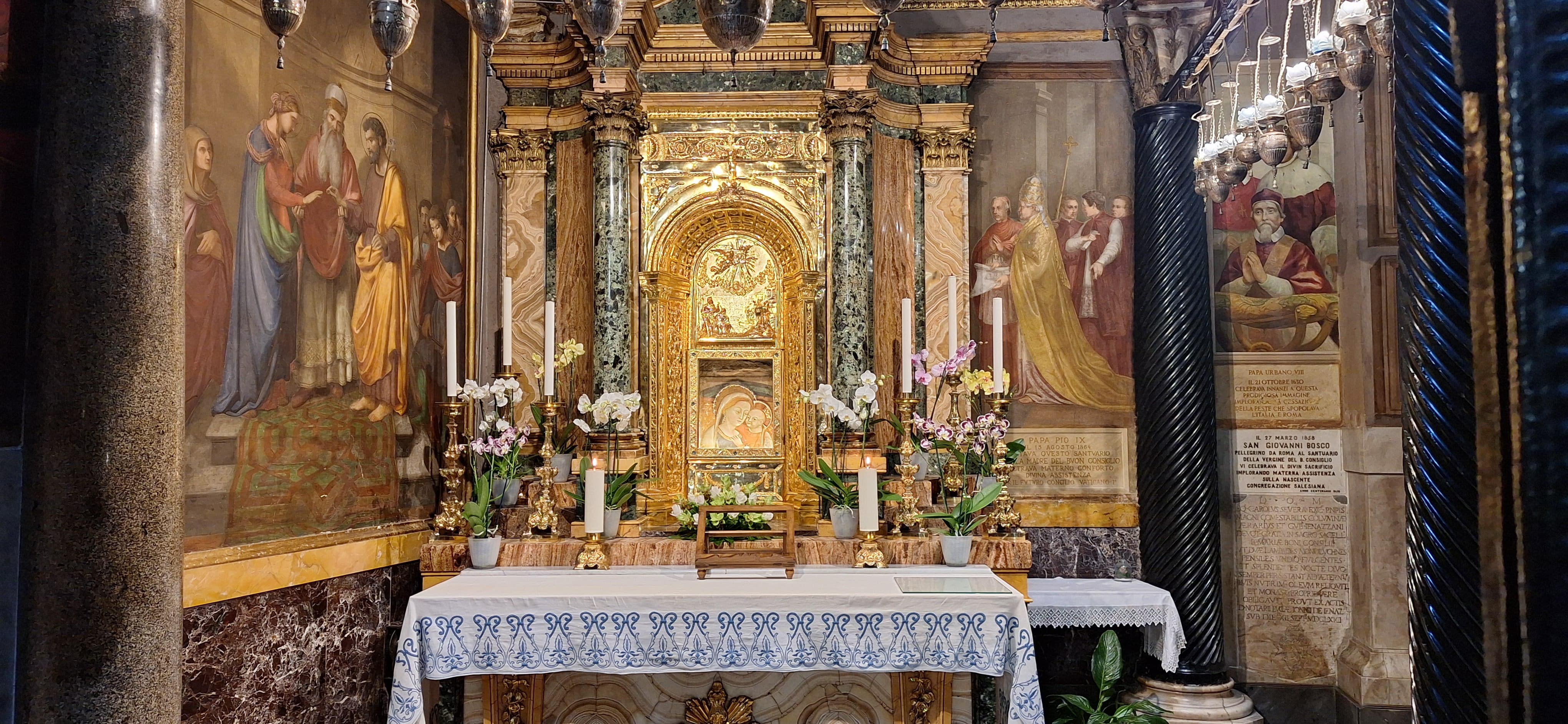
Kapelle Mutter vom guten Rat

Am Ende des linken Seitenschiffs befindet sich die Kapelle der Madonna. Die Kapelle wird durch ein schmiedeeisernes Tor aus dem Jahr 1630 geschützt, das von Kardinal Girolamo Colonna in Auftrag gegeben wurde. Der Altar im Inneren der Kapelle hat die Form eines kleinen Tempels, der die kupferne, zunächst versilberte und dann vergoldete Nische umschließt, die 1819 von Francesco und Luigi Righetti gebaut wurde und in der sich das Bild der Mutter vom Guten Rat befindet. Das Bild wurde am 25. November 1681 vom Vatikankapitel und 1867 von Kardinal Luigi Amat di San Filippo e Sorso gekrönt. Der Altar wurde im Jahr 1734 durch Kardinals Alessandro Albani gestiftet, mit einer Front aus geblümtem Alabaster, Seitenspiegeln des Altarkörpers aus afrikanisch gerahmtem Lumachellone, zwei kleinen Säulen aus antikem Grün und Pfeilern aus orientalischem Alabaster aus Portovenere. Er wird von einer Marmortribüne überragt, die Andrea Bregno zugeschrieben wird, gestiftet von Fürst Antonio Colonna, die auf drei Säulen von hohem Wert ruht, die wahrscheinlich aus der Villa des Kaisers Antoninus Pius stammen. Die Wand der Kapelle ist mit Fresken bedeckt, die einige der vielen päpstlichen Besuche darstellen, nämlich die von Urban VIII., Pius IX. und Johannes XXIII., deren jeweilige Autoren Carosi, Rainaldi und die Brüder Eroli sind.